# سارا هیل
 سارا هالی (انگلیسی: Sarah Hale؛ ۲۴ اکتبر ۱۷۸۸ – ۳۰ آوریل ۱۸۷۹) یک شاعر اهل ایالات متحده آمریکا بود.